# Ветер, что колышет ячмень (баллада)
Ве́тер, что колы́шет ячме́нь (англ. The Wind That Shakes the Barley) — баллада Роберта Дуайера Джойса 1861 года, посвящённая восстанию 1798 года в Ирландии. В песне представлены горькие думы молодого повстанца из Уэксфорда, который принёс в жертву свои отношения с возлюбленной и окунулся в самую гущу революционных событий.

## История
Обращение поэта к ячменю связано тем, что ирландские повстанцы во время походов носили в карманах ячмень или овёс в качестве провианта. После подавления восстания ячмень стал прорастать над «ямами круглоголовых» — безымянными массовыми могилами в которые сбрасывали тела убитых повстанцев.
Вырастающий каждый год ячмень стал символизировать непрерывное сопротивление ирландцев британскому владычеству на острове.
В Индексе народных песен Роуда песня занимает № 2994. Существуют многочисленные редакции текста имеющие небольшие отличия от канонической. Также многие исполнители не включают в свой репертуар четвёртую строфу.

## Текст
| Английский оригинал I sat within a valley green, I sat there with my true love, My sad heart strove the two between, The old love and the new love, — The old for her, the new that made Me think of Ireland dearly, While soft the wind blew down the glade And shook the golden barley. Twas hard the woeful words to frame To break the ties that bound us Twas harder still to bear the shame Of foreign chains around us And so I said, «The mountain glen I’ll seek next morning early And join the brave United Men!» While soft winds shook the barley. While sad I kissed away her tears, My fond arms 'round her flinging, The foeman’s shot burst on our ears, From out the wildwood ringing, — A bullet pierced my true love’s side, In life’s young spring so early, And on my breast in blood she died While soft winds shook the barley! I bore her to the wildwood screen, And many a summer blossom I placed with branches thick and green Above her gore-stain’d bosom: I wept and kissed her pale, pale cheek, Then rushed o’er vale and far lea, My vengeance on the foe to wreak, While soft winds shook the barley! But blood for blood without remorse, I’ve ta’en at Oulart Hollow And placed my true love’s clay-cold corpse Where I full soon will follow; And round her grave I wander drear, Noon, night and morning early, With breaking heart whene’er I hear The wind that shakes the barley! | Перевод на русский язык (автор Tempus) Я сидел в долине зелёной, Я сидел здесь с моей любимой, Моё тоскующее сердце разрывалось между, Старой любовью и новой, Старая — по ней, Новая — в мыслях об Ирландии дорогой В то время как лёгкий ветер обдувал поле И колыхал золотой ячмень. Было трудно сказать горькие слова Разрыва уз скреплявших нас; Было сложнее снести позор Чужих сетей опутавших нас; И вот я сказал: «Горный лог Найду я в следующее раннее утро, И присоединюсь к храброму Союзу людей!» В то время как лёгкие ветры колышут ячмень. Пока я с грустью осушал её слёзы, Мои любящие руки её обхватывали, Вражеский выстрел потряс наш слух Долетев звоном из дикого леса. Пуля попала в мою любимую В молодую весеннюю жизнь так рано. И на моей груди она кровью истекла В то время как лёгкие ветры колыхали ячмень! Я прорвался с ней сквозь заросли дикого леса, И множество летних цветов Я поместил с ветками густыми и зелёными Над её залитой кровью грудью. Я плакал и целовал её щёку, бледную щёку, Затем помчался сквозь поле и луг, Чтобы свою месть посеять на врага, В то время как лёгкие ветры колышут ячмень. Но кровь за кровь без раскаяния Я взял при Уларт-Хилле, И положил холодное тело любимой Туда, где вскоре я сам окажусь. Вокруг её могилы я брожу в тоске Вечером, ночью и утром ранним С разбитым сердцем, когда я слышу Ветер, что колышет ячмень! |

## Кавер-версии
Песня на разный лад исполнялась различными музыкальными группами и исполнителями, среди которых Alizbar (ансамбль Ann’Sannat), Лорина Маккеннитт, The Dubliners, Долорес Кини, Dead Can Dance (поёт Лиза Джеррард), Solas, Altan, The Clancy Brothers, Дик Гауган, Orthodox Celts, Аманда Палмер, Fire + Ice, The Irish Rovers, Сара Джезебель Дэва, Мартин Карти, Деклан де Барра, Belfast Food, Poets of the Fall.

## В культуре
Название баллады неоднократно использовалось в качестве названия других художественных произведений, в частности:
- Фильма 2006 года «Ветер, что колышет ячмень» режиссёра Кена Лоуча (в российском прокате — «Ветер, который качает вереск»). Фрагмент песни исполняет на поминках одного из героев — Майкла О’Салливана — его бабушка Пегги[4].
- Картины художника Шон Китинг (1941 год).
- Поэмы ирландской поэтессы Кэтрин Тайнан[англ.]
- Ирландского танца — рила[5]
- Романа Джеймса Барка 1946 года, посвящённый поэту Роберту Бёрнсу
- Альбома[англ.] Лорины Маккеннитт 2010 года
- Песни группы It Bites[англ.], вошедшей в альбом 2008 года The Tall Ships,